# Hr.Ms. Gedeh (1937)
Hr.Ms. Gedeh was een Nederlands gewestelijk vaartuig van de Gouvernementsmarine, gebouwd door de Droogdok maatschappij in Soerabaja. Het schip is naar de vulkaan Gede genoemd in de buurt van de stad Bogor. Het schip werd in verband met de oorlogsdreiging met Japan gemilitariseerd en in dienst genomen als hulpmijnenveger 14, maar het werd op 2 maart 1942 door de eigen bemanning in de haven van Soerabaja tot zinken gebracht. De Gedeh werd door de Japanse strijdkrachten gelicht, omgebouwd tot hulponderzeebootjager en in dienst genomen als Cha 104, Japans: 第104号駆潜特務艇. Het is in augustus 1945 in de haven van Tandjong Priok teruggevonden, maar daarna vermoedelijk gesloopt.
De Koninklijke Marine had al eerder een raderstoomschip met dezelfde naam, Zr.Ms. Gedeh, dat in 1851 gebruik werd genomen, maar in 1862 werd gesloopt.

## Nederlandse marineschepen in de Tweede Wereldoorlog
- Lijst van Nederlandse marineschepen in de Tweede Wereldoorlog